# Christine Ko
Christine Ko (chinesisch 葛晓洁, Pinyin Gé Xiǎojié; * 3. August 1988 in Chicago) ist eine amerikanische Schauspielerin taiwanesischer Herkunft.

## Leben und Karriere
Ko wurde in Chicago, Illinois, geboren und wuchs in Atlanta, Georgia, auf. Sie ist die Tochter des berühmten taiwanesischen Sängers Frankie Kao und seiner Frau, der Schauspielerin Wen Chieh. Sie verbrachte ihre Mittelschuljahre in Taipei, Taiwan, wo sie Mandarin-Chinesisch lernte, bevor sie nach Georgia zurückkehrte, um die High School zu beenden und später die Georgia State University zu besuchen.
Vor ihrem Schauspieldebüt in Amerika Anfang der 2010er Jahre hatte sie eine kurze Schauspielkarriere in Taiwan. 2017 trat Ko der Besetzung der Fernsehserie Hawaii Five-0 bei. Sie hatte auch Gastrollen in der HBO-Comedyserie Ballers.
Derzeit spielt sie neben Rapper Lil Dicky in der FXX-Serie Dave mit.
2021 spielte sie neben dem kanadischen Sänger Justin Bieber in dem Musikvideo zu seinem Song „Hold On“.
Am 28. Dezember 2022 gab sie ihre Verlobung mit dem Autor und Produzenten Alan Yang bekannt.

## Filmografie (Auswahl)

### Filme
- 2017:	The Jade Pendant
- 2017: Jeepers Creepers 3
- 2018:	Grandmother’s Gold
- 2019:	Extracurricular Activities
- 2020:	Tigertail
- 2020:	Blinders

### Fernsehserien
- 2012: Hollywood Heights (2 Episoden)
- 2015: Ballers (Episode „Saturdaze“)
- 2016–2017: The Great Indoors
- 2017: Adam Ruins Everything (Episode „Adam Ruins the Hospital“)
- 2018: Hawaii Five-0 (6 Episoden)
- 2018: Deception – Magie des Verbrechens (Episode „Divination“)
- 2019: Nick für ungut (2 Episoden)
- 2020: Stumptown (Episode „All Quiet On The Dextern Front“)
- 2020–2023: Dave
- 2020: Upload
- 2021: Master of None (Episode „Moments in Love, Chapter 4“)
- 2021: Sweet Pecan Summer (Fernsehfilm)
- 2021: Just Beyond (Episode „Unfiltered“)
- 2022: Only Murders in the Building
- 2022: The Handmaid’s Tale – Der Report der Magd (The Handmaid’s Tale)